# Korea Północna na Letnich Igrzyskach Olimpijskich 2012
Koreę Północną na Letnich Igrzyskach Olimpijskich 2012, które odbyły się w Londynie reprezentowało 51 zawodników. Zdobyli oni 6 medali: 4 złote i 2 brązowe, zajmując 20. miejsce w klasyfikacji medalowej.
Był to dziewiąty start reprezentacji Korei Północnej na letnich igrzyskach olimpijskich.

## Zdobyte medale
| Medal | Zawodnik       | Dyscyplina           | Konkurencja                                | Rezultat                                                                               | Data        |
| ----- | -------------- | -------------------- | ------------------------------------------ | -------------------------------------------------------------------------------------- | ----------- |
| Złoto | An Kum-ae      | Judo                 | Kategoria do 52 kg kobiet                  | W finale pokonała reprezentantkę Kuby Yanet Bermoy.                                    | 29 lipca    |
| Złoto | Om Yun-chol    | Podnoszenie ciężarów | Kategoria do 56 kg mężczyzn                | 293 kg                                                                                 | 29 lipca    |
| Złoto | Kim Un-guk     | Podnoszenie ciężarów | Kategoria do 62 kg mężczyzn                | 327 kg                                                                                 | 30 lipca    |
| Złoto | Rim Jong-sim   | Podnoszenie ciężarów | Kategoria do 69 kg kobiet                  | 261 kg                                                                                 | 1 sierpnia  |
| Brąz  | Ryang Chun-hwa | Podnoszenie ciężarów | Kategoria do 48 kg kobiet                  | 192 kg                                                                                 | 28 lipca    |
| Brąz  | Yang Kyong-il  | Zapasy               | Kategoria do 55 kg mężczyzn w stylu wolnym | W pojedynku o brązowy medal pokonał reprezentanta Kazachstanu Dauleta Nijazbekowa 3-1. | 10 sierpnia |

## Reprezentanci

### Boks
Mężczyźni
| Zawodnik      | Konkurencja           | 1/16             | 1/8              | Ćwierćfinały     | Półfinały        | Finał            | Finał   |
| Zawodnik      | Konkurencja           | Przeciwnik Wynik | Przeciwnik Wynik | Przeciwnik Wynik | Przeciwnik Wynik | Przeciwnik Wynik | Pozycja |
| ------------- | --------------------- | ---------------- | ---------------- | ---------------- | ---------------- | ---------------- | ------- |
| Pak Jong-chol | Waga musza (do 52 kg) | Henriques P 8-12 | NQ               | NQ               | NQ               | NQ               | NQ      |

Kobiety
| Zawodniczka  | Konkurencja           | 1/8                 | Ćwierćfinał         | Półfinał            | Finał               | Finał   |
| Zawodniczka  | Konkurencja           | Przeciwniczka Wynik | Przeciwniczka Wynik | Przeciwniczka Wynik | Przeciwniczka Wynik | Miejsce |
| ------------ | --------------------- | ------------------- | ------------------- | ------------------- | ------------------- | ------- |
| Kim Hye-song | Waga musza (do 51 kg) | Sawieliewa P 9-12   | NQ                  | NQ                  | NQ                  | NQ      |

### Judo
Kobiety
| Zawodniczka | Konkurencja | 1/16                | 1/8                  | Ćwierćfinał         | Półfinał              | Repasaże            | O 3. miejsce        | Finał               | Finał   |
| Zawodniczka | Konkurencja | Przeciwniczka Wynik | Przeciwniczka Wynik  | Przeciwniczka Wynik | Przeciwniczka Wynik   | Przeciwniczka Wynik | Przeciwniczka Wynik | Przeciwniczka Wynik | Pozycja |
| ----------- | ----------- | ------------------- | -------------------- | ------------------- | --------------------- | ------------------- | ------------------- | ------------------- | ------- |
| An Kum-ae   | - 52 kg     | Cox W 0001-0000     | Nakamura W 0102-0002 | Gneto W 0102-0013   | Forciniti W 0101-0000 | BYE                 | BYE                 | Bermoy W 0001-0000  | złoto   |

### Lekkoatletyka
Mężczyźni
| Zawodnik       | Konkurencja | Finał   | Finał   |
| Zawodnik       | Konkurencja | Wynik   | Miejsce |
| -------------- | ----------- | ------- | ------- |
| Kim Kwang-hyok | maraton     | 2:20:20 | 53.     |
| Pak Song-chol  | maraton     | 2:20:20 | 52.     |

Kobiety
| Zawodniczka   | Konkurencja | Finał   | Finał   |
| Zawodniczka   | Konkurencja | Wynik   | Miejsce |
| ------------- | ----------- | ------- | ------- |
| Jon Kyong-hui | maraton     | 2:35:17 | 56.     |
| Kim Kum-ok    | maraton     | 2:33:30 | 49.     |
| Kim Mi-gyong  | maraton     | 2:38:33 | 74.     |

### Łucznictwo
Kobiety
| Zawodniczka | Konkurencja   | Runda rankingowa | Runda rankingowa | 1/32                | 1/16                | 1/8                 | Ćwierćfinał         | Półfinał            | Finał               | Finał   |
| Zawodniczka | Konkurencja   | Punkty           | Rozstawienie     | Przeciwniczka Wynik | Przeciwniczka Wynik | Przeciwniczka Wynik | Przeciwniczka Wynik | Przeciwniczka Wynik | Przeciwniczka Wynik | Pozycja |
| ----------- | ------------- | ---------------- | ---------------- | ------------------- | ------------------- | ------------------- | ------------------- | ------------------- | ------------------- | ------- |
| Kwon Un-sil | indywidualnie | 638              | 41.              | Valeeva P 3-7       | NQ                  | NQ                  | NQ                  | NQ                  | NQ                  | NQ      |

### Piłka nożna
Kobiety
Reprezentacja Korei Północnej w piłce nożnej kobiet brała udział w rozgrywkach grupy G turnieju olimpijskiego, wygrywając jeden mecz i dwa przegrywając. Nie awansowała do dalszej fazy rozgrywek.
Tabela grupy
| Zespół            | M | Z | R | P | GZ | GS | GR | Pkt |
| ----------------- | - | - | - | - | -- | -- | -- | --- |
| Stany Zjednoczone | 3 | 3 | 0 | 0 | 8  | 2  | +6 | 9   |
| Francja           | 3 | 2 | 0 | 1 | 8  | 4  | +4 | 6   |
| Korea Północna    | 3 | 1 | 0 | 2 | 2  | 6  | -4 | 3   |
| Kolumbia          | 3 | 0 | 0 | 3 | 0  | 6  | -6 | 0   |

Wyniki spotkań
Faza grupowa
| 25 lipca 2012 20:45‡ CET | Kolumbia | 0:2(0:1)Raport | Korea Północna · Kim Song-hui 39', 85' | Hampden Park, Glasgow Widzów: 20 150 Sędzia: Carol Anne Chenard |
|                          |          |                |                                        |                                                                 |

| 28 lipca 2012 20:45 CET | Francja · Laura Georges 45' · Elodie Thomis 70' · Marie Laure Delie 71' · Wendie Renard 81' · Camille Catala 87' | 5:0(1:0)Raport | Korea Północna | Hampden Park, Glasgow Widzów: 11 743 Sędzia: Therese Neguel |
|                         | |                |                |                                                             |

| 31 lipca 2012 18:15 CET | Stany Zjednoczone · Abby Wambach 25' | 1:0(1:0)Raport | Korea Północna · 81' Mi Gyong-choe | Old Trafford, Manchester Widzów: 29 522 Sędzia: Jenny Palmqvist |
|                         |                                      |                |                                    |                                                                 |

Skład
| Nr | Imię i nazwisko   | Data urodzenia (wiek) | Klub                     | Pozycja |
| -- | ----------------- | --------------------- | ------------------------ | ------- |
| 1  | Jo Yun-mi         | 22.05.1989 (23)       | 4.25 Sports Club         | B       |
| 2  | Kim Nam-hui       | 4.03.1994 (18)        | 4.25 Sports Club         | O       |
| 3  | Kim Myong-gum     | 4.11.1990 (21)        | Rimyongsu Sports Group   | O       |
| 4  | Ro Chol-ok        | 3.01.1993 (19)        | 4.25 Sports Club         | O       |
| 5  | Yun Song-mi       | 28.01.1992 (20)       | Pyongyang City           | O       |
| 6  | Choe Un-ju        | 23.01.1991 (21)       | Pyongyang City           | P       |
| 7  | Ri Ye-gyong       | 26.10.1989 (22)       | Amrokgang Sports Club    | P       |
| 8  | Jon Myong-hwa     | 9.08.1993 (18)        | 4.25 Sports Club         | P       |
| 9  | Choe Mi-gyong     | 17.01.1991 (21)       | Rimyongsu Sports Group   | N       |
| 10 | Yun Hyon-hi       | 9.09.1992 (19)        | 4.25 Sports Club         | N       |
| 11 | Kim Chung-sim (c) | 27.11.1990 (21)       | 4.25 Sports Club         | P       |
| 12 | Kim Un-hyang      | 26.08.1993 (18)       | 4.25 Sports Club         | P       |
| 13 | O Hui-sun         | 22.11.1993 (18)       | Sobaeksu Sports Club     | P       |
| 14 | Pong Son-hwa      | 18.02.1993 (19)       | Pyongyang City           | O       |
| 15 | Ri Nam-sil        | 13.02.1994 (18)       | Sobaeksu Sports Club     | O       |
| 16 | Kim Song-hui      | 23.02.1987 (25)       | Pyongyang City           | N       |
| 17 | Kwon Song-hwa     | 5.02.1992 (20)        | 4.25 Sports Club         | N       |
| 18 | O Chang-ran       | 5.09.1991 (20)        | Mangyongbong Sports Club | B       |

Trener:  Sin Ui-gun

### Pływanie synchroniczne
| Zawodniczki                | Konkurencja | Układ techniczny | Układ techniczny | Układ dowolny (eliminacje) | Układ dowolny (eliminacje) | Układ dowolny (eliminacje) | Układ dowolny (finał) | Układ dowolny (finał)      | Układ dowolny (finał) |
| Zawodniczki                | Konkurencja | Punkty           | Miejsce          | Punkty                     | Razem (techniczny + wolny) | Miejsce                    | Punkty                | Razem (techniczny + wolny) | Miejsce               |
| -------------------------- | ----------- | ---------------- | ---------------- | -------------------------- | -------------------------- | -------------------------- | --------------------- | -------------------------- | --------------------- |
| Jang Hyang-mi Jong Yon-hui | Duet        | 84.400           | 16.              | 84.830                     | 169.230                    | 16.                        | NQ                    | NQ                         | NQ                    |

### Podnoszenie ciężarów
Mężczyźni
| Zawodnik       | Konkurencja | Rwanie | Rwanie  | Podrzut | Podrzut | Razem | Pozycja |
| Zawodnik       | Konkurencja | Wynik  | Pozycja | Wynik   | Pozycja | Razem | Pozycja |
| -------------- | ----------- | ------ | ------- | ------- | ------- | ----- | ------- |
| Om Yun-chol    | do 56 kg    | 125    | 6.      | 168     | 1.      | 293   | złoto   |
| Sin Chol-bom   | do 56 kg    | 113    | 14.     | 145     | 11.     | 258   | 10.     |
| Kim Un-guk     | do 62 kg    | 153    | 1.      | 174     | 2.      | 327   | złoto   |
| Kim Kum-sok    | do 69 kg    | 140    | 14.     | 175     | 9.      | 315   | 11.     |
| Kim Myong-hyok | do 69 kg    | 145    | 9.      | 184     | 3.      | 329   | 4.      |

Kobiety
| Zawodniczka    | Konkurencja | Rwanie | Rwanie  | Podrzut | Podrzut | Razem | Pozycja |
| Zawodniczka    | Konkurencja | Wynik  | Pozycja | Wynik   | Pozycja | Razem | Pozycja |
| -------------- | ----------- | ------ | ------- | ------- | ------- | ----- | ------- |
| Ryang Chun-hwa | do 48 kg    | 80     | 5.      | 112     | 2.      | 192   | brąz    |
| Jong Chun-mi   | do 58 kg    | 101    | 7.      | 130     | 4.      | 231   | 6.      |
| Rim Jong-sim   | do 69 kg    | 115    | 1.      | 146     | 1.      | 261   | złoto   |

### Skoki do wody
Mężczyźni
| Zawodnik   | Konkurencja              | Preeliminacje | Preeliminacje | Półfinał | Półfinał | Finał  | Finał   |
| Zawodnik   | Konkurencja              | Punkty        | Miejsce       | Punkty   | Miejsce  | Punkty | Miejsce |
| ---------- | ------------------------ | ------------- | ------------- | -------- | -------- | ------ | ------- |
| Ri Hyun-ju | wieża 10 m indywidualnie | 331.30        | 32.           | NQ       | NQ       | NQ     | NQ      |

Kobiety
| Zawodniczka  | Konkurencja              | Preeliminacje | Preeliminacje | Półfinał | Półfinał | Finał  | Finał   |
| Zawodniczka  | Konkurencja              | Punkty        | Miejsce       | Punkty   | Miejsce  | Punkty | Miejsce |
| ------------ | ------------------------ | ------------- | ------------- | -------- | -------- | ------ | ------- |
| Kim Jin-ok   | wieża 10 m indywidualnie | 320.10        | 15.           | 312.95   | 14.      | NQ     | NQ      |
| Kim Un-hyang | wieża 10 m indywidualnie | 308.10        | 18.           | 314.40   | 13.      | NQ     | NQ      |

### Strzelectwo
Kobiety
| Zawodniczka | Konkurencja                | Kwalifikacje | Kwalifikacje | Finał  | Finał   |
| Zawodniczka | Konkurencja                | Punkty       | Miejsce      | Punkty | Miejsce |
| ----------- | -------------------------- | ------------ | ------------ | ------ | ------- |
| Jo Yong-suk | pistolet pneumatyczny 10 m | 384          | 10.          | NQ     | NQ      |
| Jo Yong-suk | pistolet sportowy 25 m     | 583          | 7.           | 782.3  | 7.      |

### Tenis stołowy
Mężczyźni
| Zawodnik                                 | Konkurencja       | Eliminacje       | Runda 1          | Runda 2          | Runda 3          | Runda 4                  | Ćwierćfinały     | Półfinały        | Finał            | Finał   |
| Zawodnik                                 | Konkurencja       | Przeciwnik Wynik | Przeciwnik Wynik | Przeciwnik Wynik | Przeciwnik Wynik | Przeciwnik Wynik         | Przeciwnik Wynik | Przeciwnik Wynik | Przeciwnik Wynik | Pozycja |
| ---------------------------------------- | ----------------- | ---------------- | ---------------- | ---------------- | ---------------- | ------------------------ | ---------------- | ---------------- | ---------------- | ------- |
| Kim Hyok-bong                            | singel            | BYE              | BYE              | Ghosh W (4-1)    | Joo SH W (4-2)   | Jiang T P (3-4)          | NQ               | NQ               | NQ               | NQ      |
| Kim Song-nam                             | singel            | Wang W (4–0)     | Lin J P (3-4)    | NQ               | NQ               | NQ                       | NQ               | NQ               | NQ               | NQ      |
| Jang Song-man Kim Hyok-bong Kim Song-nam | turniej drużynowy | —                | —                | —                | —                | Korea Południowa P (1-3) | NQ               | NQ               | NQ               | NQ      |

Kobiety
| Zawodniczka                       | Konkurencja       | Eliminacje          | Runda 1             | Runda 2             | Runda 3             | Runda 4                 | Ćwierćfinały        | Półfinały           | Finał               | Finał   |
| Zawodniczka                       | Konkurencja       | Przeciwniczka Wynik | Przeciwniczka Wynik | Przeciwniczka Wynik | Przeciwniczka Wynik | Przeciwniczka Wynik     | Przeciwniczka Wynik | Przeciwniczka Wynik | Przeciwniczka Wynik | Pozycja |
| --------------------------------- | ----------------- | ------------------- | ------------------- | ------------------- | ------------------- | ----------------------- | ------------------- | ------------------- | ------------------- | ------- |
| Kim Jong                          | singel            | BYE                 | BYE                 | Molnar W (4–1)      | Jiang H P (2-4)     | NQ                      | NQ                  | NQ                  | NQ                  | NQ      |
| Ri Myong-sun                      | singel            | BYE                 | BYE                 | Xian Y P (2-4)      | NQ                  | NQ                      | NQ                  | NQ                  | NQ                  | NQ      |
| Kim Jong Ri Mi-gyong Ri Myong-sun | turniej drużynowy | —                   | —                   | —                   | —                   | Wielka Brytania W (3–0) | Singapur P (0-3)    | NQ                  | NQ                  | NQ      |

### Zapasy
Mężczyźni – styl wolny
| Zawodnik      | Konkurencja | Kwalifikacje     | 1/8              | Ćwierćfinał        | Półfinał         | Repesaż 1        | Repesaż 2        | Finał            | Finał   |
| Zawodnik      | Konkurencja | Przeciwnik Wynik | Przeciwnik Wynik | Przeciwnik Wynik   | Przeciwnik Wynik | Przeciwnik Wynik | Przeciwnik Wynik | Przeciwnik Wynik | Pozycja |
| ------------- | ----------- | ---------------- | ---------------- | ------------------ | ---------------- | ---------------- | ---------------- | ---------------- | ------- |
| Yang Kyong-il | -55 kg      | BYE              | Mansurow W 3-1   | Otarsułtanow P 1-3 | NQ               | BYE              | Shilimela W 3-1  | Nijazbekow W 3-1 | brąz    |
| Ri Jong-myong | -60 kg      | BYE              | Tarash W 3-0     | Madany W 3-1       | Kuduchow P 0-3   | BYE              | BYE              | Dutt P 1-3       | 5.      |

Mężczyźni – styl klasyczny
| Zawodnik     | Konkurencja | Kwalifikacje     | 1/8              | Ćwierćfinał      | Półfinał         | Repesaż 1        | Repesaż 2        | Finał            | Finał   |
| Zawodnik     | Konkurencja | Przeciwnik Wynik | Przeciwnik Wynik | Przeciwnik Wynik | Przeciwnik Wynik | Przeciwnik Wynik | Przeciwnik Wynik | Przeciwnik Wynik | Pozycja |
| ------------ | ----------- | ---------------- | ---------------- | ---------------- | ---------------- | ---------------- | ---------------- | ---------------- | ------- |
| Yun Won-chol | -55 kg      | BYE              | Choi GJ P 0-3    | NQ               | NQ               | NQ               | NQ               | NQ               | 15.     |

Kobiety
| Zawodniczka   | Konkurencja | Kwalifikacje        | 1/8                 | Ćwierćfinał         | Półfinał            | Repasaż 1           | Repasaż 2           | Finał               | Finał   |
| Zawodniczka   | Konkurencja | Przeciwniczka Wynik | Przeciwniczka Wynik | Przeciwniczka Wynik | Przeciwniczka Wynik | Przeciwniczka Wynik | Przeciwniczka Wynik | Przeciwniczka Wynik | Miejsce |
| ------------- | ----------- | ------------------- | ------------------- | ------------------- | ------------------- | ------------------- | ------------------- | ------------------- | ------- |
| Han Kum-ok    | -55 kg      | BYE                 | Rentería P 1-3      | NQ                  | NQ                  | NQ                  | NQ                  | NQ                  | 10.     |
| Choe Un-gyong | -63 kg      | BYE                 | Jing R P 1-3        | NQ                  | NQ                  | BYE                 | Michalik P 1-3      | NQ                  | 12.     |